# USS Osprey (MHC-51)
USS Osprey (MHC-51) - prototypowy niszczyciel min typu Osprey. Czwarta jednostka US Navy o tej nazwie.
Kontrakt na budowę został przydzielony 22 maja 1987. Okręt został nabyty 23 sierpnia 1993. Oczekuje na decyzję o dalszym losie w Beaumont Reserve Fleet.